# Fujio Mitarai
Fujio Mitarai, né le 23 septembre 1935 au Japon est un homme d'affaires et chef d'entreprise japonais. Il est le président-directeur général de Canon depuis 2012.

## Biographie
En 1961, Fujio Mitarai est diplômé en droit de l'Université Chūō.
Fujio Mitarai passe toute sa carrière chez Canon. Il commence comme comptable de 1961 à 1979, avant de devenir président et chef de la direction de Canon aux États-Unis pendant 10 ans.
En 1989, Fujio Mitarai devient directeur général senior de Canon Inc puis, en 1995, président-directeur général de Canon Japon. Depuis 2012 il est le président-directeur général de Canon,.

## Mandats
De 2006 à 2012, il est président de la fédération japonaise des entreprises, Nippon Keidanren.

## Distinctions
En 1998, il est désigné personne de l’année par PhotoImaging Manufacturers & Distributors Association.
En 2001, il est élu parmi les 25 meilleurs gestionnaires par Business Week.
En 2011, il est classé parmi les 30 meilleurs CEO au monde par le magazine financier américain Barron's.